# 功名十字路 (大河劇)
功名十字路（功名が辻～山内一豊の妻～）主角為山內千代（山內一豐之妻），是NHK於2006年製播的第45部大河劇，也是自1994年的花之亂以後，再次以女性歷史人物當第一主角的大河劇。而本劇是繼1998年德川慶喜以後再次改編司馬遼太郎的作品，女主角仲間由紀惠則是自2003年的武藏MUSASHI後再次參演大河劇，當時她是主演大河劇的最年輕女性演員（26歲2個月），此紀錄後來在2008年為宮崎葵所主演的篤姬（22歲1個月）改寫。

## 工作人員
- 原作：司馬遼太郎
- 劇本：大石靜
- 音樂：小六禮次郎

## 演員

### 山内家

#### 山内家一门
- 千代（ちよ）

演员：仲間由紀惠
本作女主角，山內一豐的正室，拥有过人的智慧，在幕后支持丈夫一丰。因为父母都死于战争，所以对战争很反感。
- 山內一豐（やまうち かずとよ）

演员：上川隆也
本作男主角，性格愚直的“猪武者”，在妻子支持下不断取得功名，经历信长、秀吉、家康三个主君，最后成为土佐24万石领主。
- 法秀尼（ほうしゅうに）

演员：佐久間良子
一丰的母亲，千代的理解者，曾经收留幼年的千代。
- 山内康豐（やまうち やすとよ）

演员：玉木宏
一丰的弟弟，曾经与出仕信长的哥哥反目，后来和解，并成为哥哥的理解者和助手。流浪中曾经和被幽闭的细川玉相会，最后儿子国松成为一丰的养子继承山内家。
- 若宮友興：宅麻伸
- 若宮友興之妻：木村多江

#### 山内家家臣
- 五藤吉兵衛：武田铁矢
- 祖父江新右衛門：前田吟
- 祖父江新一郎：濱田学

### 其他人物
- 不破市之丞：津川雅彥
- 絹：多岐川裕美
- 望月六平太：香川照之
- 小凜：長澤雅美
- 豐臣秀吉：柄本明
- 寧寧：淺野優子
- 豐臣秀次：成宮寬貴
- 旭：松本明子
- 竹中半兵衛：筒井道隆
- 蜂須賀小六：高山善廣
- 福島正則：嵐廣也
- 石田三成：中村橋之助
- 堀尾吉晴：生瀨勝久
- 糸：三原順子（原本出演的杉田薰辭演）
- 森蘭丸：渡邊大
- 中村一氏：田村淳(倫敦靴子)
- 淑：乙葉
- 前野將右衛門：石倉三郎
- 織田信長：館廣
- 濃姬：和久井映見
- 阿市：大地真央
- 淺井長政：榎木孝明
- 淺井久政：山本圭
- ：永作博美
- 德川家康：西田敏行
- 柴田勝家：勝野洋
- 丹羽長秀：名高達男
- 明智光秀：坂東三津五郎
- 前田利家：唐澤壽明(加賀百萬石物語~利家與松中之相同角色)
- 細川伽羅奢：長谷川京子
- 佐久間信盛：俵木藤太
- 林通勝：苅谷俊介
- 今川義元：江守徹
- 安藤守就：宇納侑玖
- 鶴：寺島咲
- 稻葉一鐵：藏本隆史
- 氏家卜前：田中登志哉
- 登米：柳桃子
- 淺野又右衛門：二瓶鮫一
- 足利義昭：三谷幸喜

## 播放日期、副題、收視率
| 集數   | 播放日期       | 副題               | 演出     | 收視率 |
| ------ | -------------- | ------------------ | -------- | ------ |
| 1      | 2006年1月8日   | 桶狹間             | 尾崎充信 | 19.8%  |
| 2      | 2006年1月15日  | 訣別之河           | 尾崎充信 | 22.7%  |
| 3      | 2006年1月22日  | 命運的重逢         | 加藤拓   | 22.6%  |
| 4      | 2006年1月29日  | 火焰中的擁抱       | 尾崎充信 | 22.0%  |
| 5      | 2006年2月5日   | 新娘的誓言         | 尾崎充信 | 21.5%  |
| 6      | 2006年2月12日  | 山內家旗幟飄揚     | 加藤拓   | 21.8%  |
| 7      | 2006年2月19日  | 妻子的覺悟         | 加藤拓   | 21.9%  |
| 8      | 2006年2月26日  | 捨身取義的功名     | 尾崎充信 | 20.8%  |
| 9      | 2006年3月5日   | 第一次花心         | 尾崎充信 | 20.3%  |
| 10     | 2006年3月12日  | 消失在戰場上的丈夫 | 加藤拓   | 20.5%  |
| 11     | 2006年3月19日  | 佛法的敵人         | 加藤拓   | 21.3%  |
| 12     | 2006年3月26日  | 信玄之影           | 梛川善郎 | 17.2%  |
| 13     | 2006年4月2日   | 小谷陷落           | 尾崎充信 | 20.1%  |
| 14     | 2006年4月9日   | 出人頭地           | 加藤拓   | 20.9%  |
| 15     | 2006年4月16日  | 妻子對女子         | 梛川善郎 | 21.7%  |
| 16     | 2006年4月23日  | 長篠的悲劇         | 尾崎充信 | 20.8%  |
| 17     | 2006年4月30日  | 新的生命           | 加藤拓   | 20.8%  |
| 18     | 2006年5月7日   | 秀吉謀反           | 久保田充 | 19.8%  |
| 19     | 2006年5月14日  | 天魔信長           | 梛川善郎 | 20.6%  |
| 20     | 2006年5月21日  | 迷途之人           | 加藤拓   | 20.9%  |
| 21     | 2006年5月28日  | 轉運之馬           | 梛川善郎 | 20.4%  |
| 22     | 2006年6月4日   | 光秀淪落           | 尾崎充信 | 21.2%  |
| 23     | 2006年6月11日  | 本能寺             | 尾崎充信 | 24.1%  |
| 24     | 2006年6月18日  | 蝶之夢             | 梛川善郎 | 21.1%  |
| 25     | 2006年6月25日  | 吉兵衛之戀         | 久保田充 | 21.9%  |
| 26     | 2006年7月2日   | 功名之旗           | 加藤拓   | 20.2％ |
| 27     | 2006年7月9日   | 城池陷落的母女     | 尾崎充信 | 21.1%  |
| 28     | 2006年7月16日  | 成功脫離           | 梶原登城 | 20.9%  |
| 29     | 2006年7月23日  | 家康災難           | 加藤拓   | 22.9%  |
| 30     | 2006年7月30日  | 一城之主           | 梛川善郎 | 20.5%  |
| 31     | 2006年8月6日   | 世間的悲凉         | 大原拓   | 20.7%  |
| 32     | 2006年8月13日  | 家康的新娘         | 梶原登城 | 19.7%  |
| 33     | 2006年8月20日  | 母親的遺言         | 尾崎充信 | 18.7%  |
| 34     | 2006年8月27日  | 聚樂第的出行       | 大原拓   | 17.3%  |
| 35     | 2006年9月3日   | 進攻北條           | 加藤拓   | 19.7%  |
| 36     | 2006年9月10日  | 豐臣之子           | 梶原登城 | 20.8%  |
| 37     | 2006年9月17日  | 太閤對關白         | 久保田充 | 20.6%  |
| 38     | 2006年9月24日  | 關白切腹           | 久保田充 | 19.6%  |
| 39     | 2006年10月1日  | 秀吉之死           | 梛川善郎 | 24.4%  |
| 40     | 2006年10月8日  | 三成暗殺           | 梛川善郎 | 19.0%  |
| 41     | 2006年10月15日 | 大亂的預感         | 加藤拓   | 22.4%  |
| 42     | 2006年10月22日 | 迦拉夏之魂         | 加藤拓   | 21.3%  |
| 43     | 2006年10月29日 | 決戰               | 尾崎充信 | 19.7%  |
| 44     | 2006年11月5日  | 關原               | 尾崎充信 | 20.8%  |
| 45     | 2006年11月12日 | 三成就義           | 梛川善郎 | 21.1%  |
| 46     | 2006年11月19日 | 土佐二十萬石       | 梛川善郎 | 19.1%  |
| 47     | 2006年11月26日 | 種崎濱的悲劇       | 加藤拓   | 20.8%  |
| 48     | 2006年12月3日  | 功名的結束         | 加藤拓   | 23.8%  |
| 大結局 | 2006年12月10日 | 永遠的夫婦         | 尾崎充信 | 23.4%  |

## 外部連結
- 功名十字路（NHK高知）
- NHK大河劇功名が辻
- 江戸東京博物館──大河ドラマ 『功名が辻』 特別展『山内一豊とその妻』（页面存档备份，存于）

## 作品的變遷
| NHK綜合頻道 週日晚間八點       | NHK綜合頻道 週日晚間八點             | NHK綜合頻道 週日晚間八點 |
| ------------------------------ | ------------------------------------ | ------------------------ |
|                                | 功名十字路 （2006.1.8 - 2006.12.10） |                          |
| 義經 （2005.1.9 - 2005.12.11） | 風林火山 （2007.1.7 - 2007.12.16）   |                          |